# Desmos elegans
Desmos elegans (Thwaites) Saff. – gatunek rośliny z rodziny flaszowcowatych (Annonaceae Juss.). Występuje endemicznie w południowo-zachodniej części Sri Lanki. 

## Morfologia
PokrójZimozielone drzewo lub krzew dorastające do 2–4 m wysokości.
LiścieMają lancetowaty kształt. Mierzą 6–14 cm długości oraz 1,5–3 cm szerokości. Nasada liścia jest od ostrokątnej do rozwartej. Blaszka liściowa jest o spiczastym wierzchołku. Ogonek liściowy jest nagi i dorasta do 3–5 mm długości.
KwiatySą pojedyncze, rozwijają się w kątach pędów. Działki kielicha mają trójkątnie owalny kształt i dorastają do 4–5 mm długości. Płatki mają lancetowaty kształt, żółtą barwę, osiągają do 16–32 mm długości i 4–9 mm szerokości. Kwiaty mają 50–60 słupków o podłużnym kształcie.

## Biologia i ekologia
Rośnie w wiecznie zielonych lasach. Występuje na terenach nizinnych.